# Joseph Rogniat
Pour les articles homonymes, voir Rogniat.
Joseph, vicomte de Rogniat, né le 9 novembre 1776 à Saint-Priest et mort le 8 mai 1840 à Paris, est un général français de la Révolution et de l’Empire.

## États de service
Il commence ses études au collège des Oratoriens de Lyon et devient élève sous-lieutenant à l'école du génie de Metz le 28 septembre 1794. Diplômé, il passe lieutenant le 5 mars 1795, et il est affecté à l'armée du Rhin de 1795 à 1797. Il est nommé capitaine le 20 avril 1796, et le 10 janvier 1798 il est muté au génie de l'armée d'Angleterre. Chef de bataillon le 9 juillet 1800, il commande le génie du corps d'armée centre à l'armée du Rhin au mois de novembre suivant. Le 28 février 1801, il devient ingénieur en chef à Belle-Île-en-Mer, puis à Lyon le 15 octobre 1801, et il est promu directeur adjoint des fortifications le 24 novembre 1801.
Le 23 octobre 1805, il commande le génie du 7e corps de la Grande Armée, et l'année suivante il assume les mêmes fonctions dans le corps de réserve de la cavalerie. Le 8 mars 1807, il est promu à la dignité de commandeur de la Légion d'honneur. En mars 1807, il commande le génie du 10e corps, puis celui du 11e corps le 26 mai 1807, avec le grade de major, et il contribue au siège de Dantzig. En 1808, il sert en Espagne, et il est nommé colonel le 19 février 1808. Il est présent lors de la prise de Saragosse. Le 6 mars 1809, il est promu général de brigade, commandant du génie du 2e corps d'armée de l'armée d'Allemagne. 
Il est créé baron de l'Empire le 17 mai 1810, et il sert de nouveau à l'armée d'Espagne de 1810 à 1812. Commandant du génie de l'armée d'Aragon, il participe aux sièges de Lérida de Tortose, de Tarragone et de Valence. Il est nommé général de division le 9 juillet 1811. En 1813, il fait la campagne de Saxe au sein de la Grande Armée ; il fortifie Dresde, puis commande en janvier 1814 la défense de Metz. 
Lors de la première Restauration, il est appelé à Paris le 18 avril 1814, et il reçoit pour mission de réorganiser le corps du génie. Il est fait chevalier de Saint-Louis par le roi Louis XVIII le 1er juin 1814.
En 1815, il est nommé membre du comité de la guerre et commandant du génie de l'armée du Nord. Il est fait grand-croix de la Légion d'honneur le 20 octobre 1820, et vicomte le 4 septembre 1822. Commandeur de Saint-Louis le 3 novembre 1827, il est inspecteur général du Génie le 12 février 1828, et conseiller d'État le 12 novembre 1828. Il est également élu membre honoraire de l'Académie des sciences en 1829 et il est nommé pair de France en 1831.

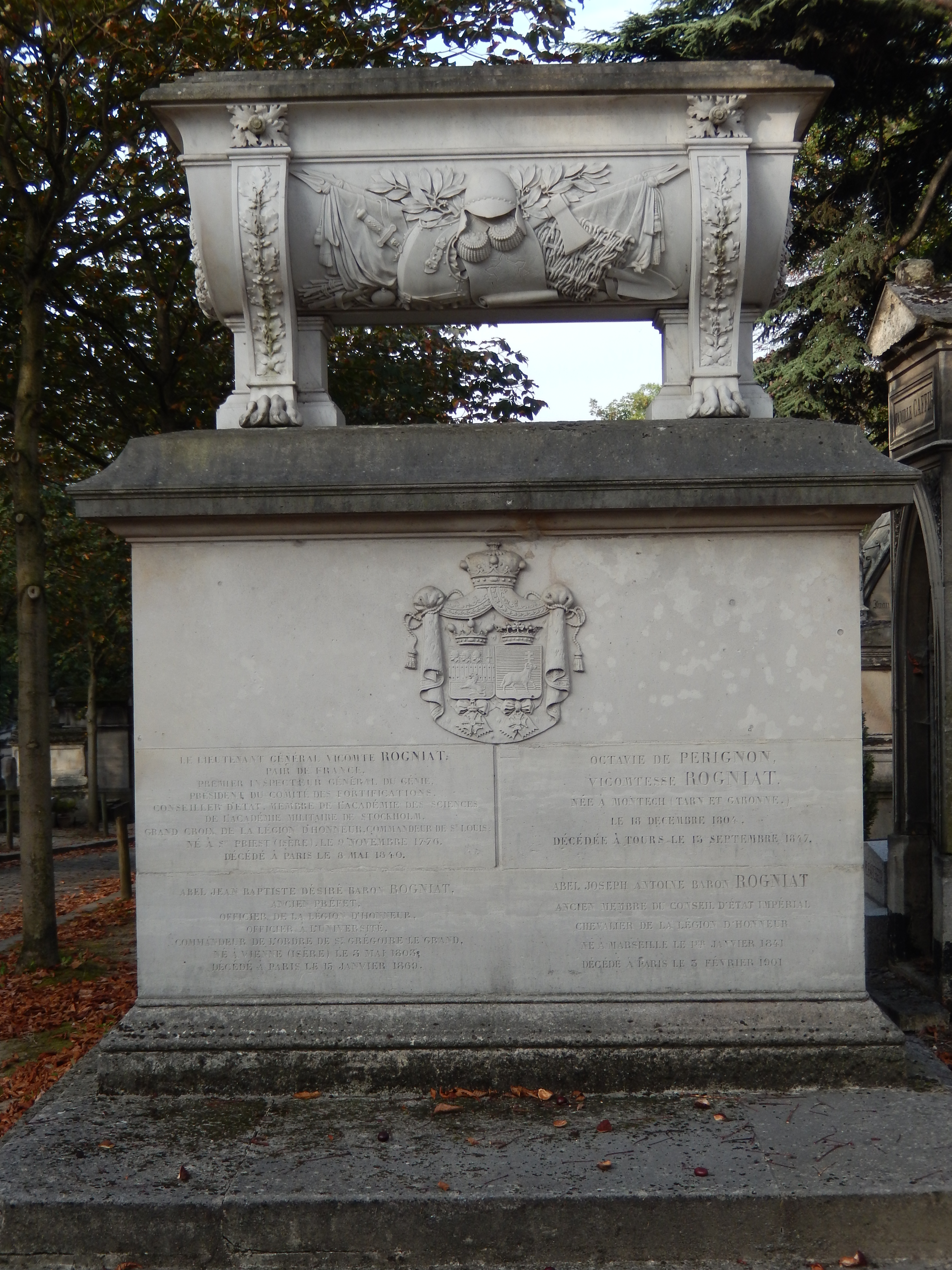
Tombe de Joseph Rogniat (cimetière du Père Lachaise, division 50)

## Principales publications
- Relation des sièges de Saragosse et de Tortose par les Français, dans la dernière guerre d'Espagne (1814)
- Considérations sur l'art de la guerre (1816). Réédition : Hachette, Paris, 1978. Texte en ligne
- Des Gouvernements (1819)
- De la Colonisation en Algérie et des fortifications propres à garantir les colons des invasions des tribus africaines (1840)

## Sources
- Marie-Nicolas Bouillet  et Alexis Chassang (dir.), « Joseph Rogniat » dans Dictionnaire universel d’histoire et de géographie, 1878 (lire sur Wikisource)
- « Cote LH/2368/30 », base Léonore, ministère français de la Culture
- Vicomte Révérend, Armorial du premier empire, tome 4, Honoré Champion, libraire, Paris, 1897, p. 161.
- Georges Six, Dictionnaire biographique des généraux & amiraux français de la Révolution et de l'Empire (1792-1814), Paris : Librairie G. Saffroy, 1934, 2 vol., p. 381-382